# Ohaguro

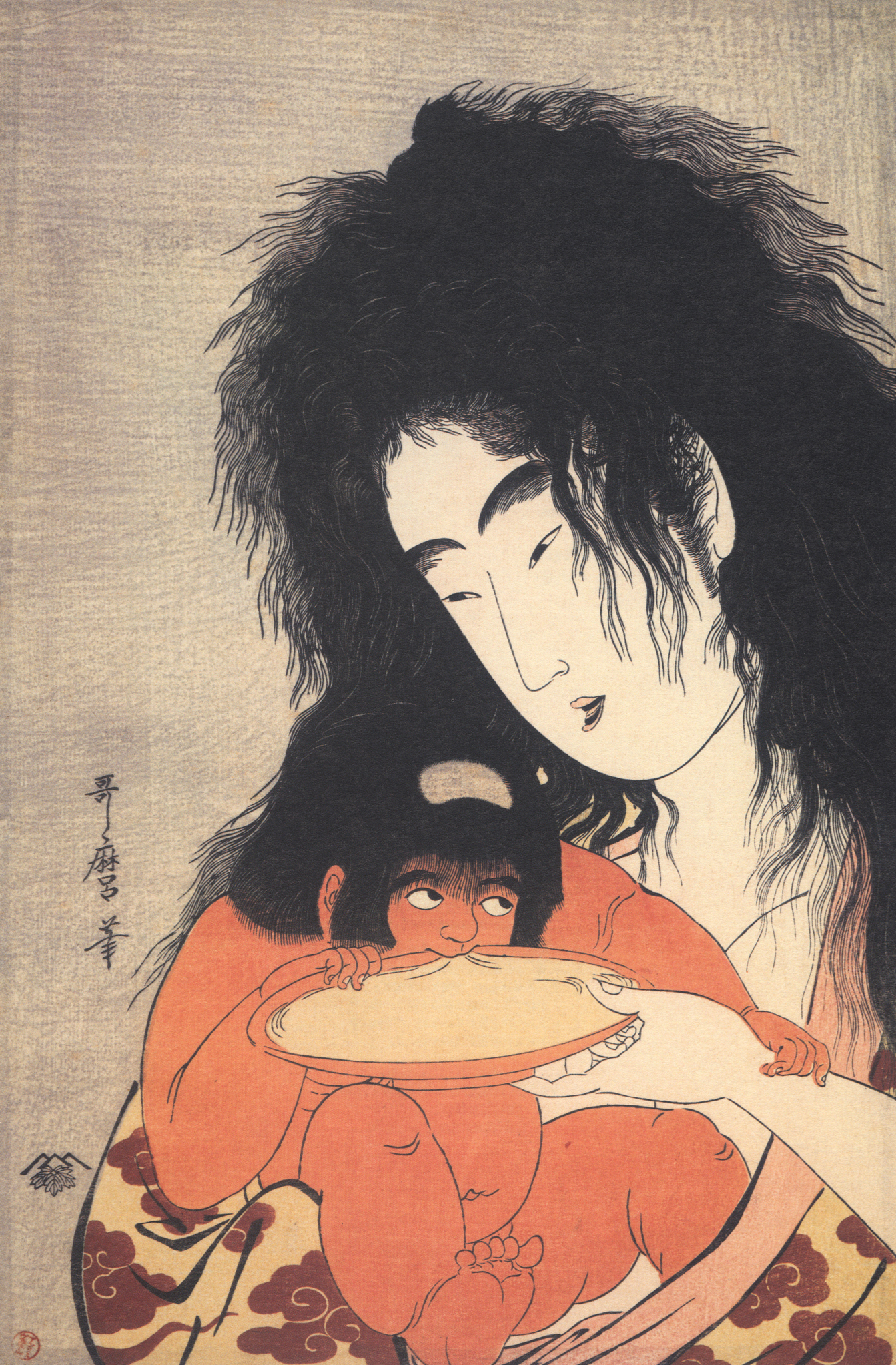
Egy feketített fogú jama-ubáról készült ukijo-e

Az ohaguro (お歯黒) a fogak mesterséges befeketítésének hagyománya, amely Japánban főként a Meidzsi-korig volt népszerű. A fogfestés ismert és alkalmazott eljárás Kína délkeleti részein, a csendes-óceáni szigeteken és Délkelet-Ázsiában is. 
Férjezett nőkre a legjellemzőbb, bár előfordul, hogy férfiak is gyakorolják (lásd: Az ohaguro története). Esztétikai szerepe mellett gyakorlati haszna is volt, mivel a modern fogászati ecsetelőkhöz hasonlóan megvédte a fogakat a szuvasodástól.

## Japán
Japánban az ohaguro változatos formákban több száz éven keresztül létezett, és a Meidzsi-kor végéig a szépség egy formájának számított a lakosság körében. Ennek egyik oka lehet, hogy a koromfekete tárgyakat, mint például a lakkal fedett iparművészeti alkotásokat, gyönyörűnek találták.

### Elnevezés
Az „ohaguro” szó a japán arisztokrácia szókincséből származik. A régi kiotói Császári Palotában fusimizu (五倍子水) néven volt ismert, míg a köznép körében a kanecuke (鉄漿付け), cukegane (つけがね) és hagurome (歯黒め) kifejezések voltak használatosak.

### Története
Már a Kofun-korból fennmaradtak csontok és hanivák az i.e. 250 és 538 közötti időszakból, amelyeken láthatóak a befeketített fogak hagyományának nyomai.
Utalások az ohagurora találhatóak a Heian-korban született Gendzsi szerelmeiben, illetve a Cucumi Csúnagon Monogatariban is. A Heian-kor végén a pubertáskor elérésekor az arisztokrácia férfi- és nőtagjai, valamint szamurájok és a nagyobb templomokban dolgozó templomszolgák is befestették fogaikat. Főként a császári család és a magas arisztokrácia körében volt elterjedt, hogy a hakamaza (= szertartás, amelynek során a gyermek megkapja első hakamáját) végeztével befeketítették fogaikat és befestették szemöldöküket (hikimaju (引眉)). Ez a szokás az Edo-kor végéig élt a császári udvarban.
A Muromacsi-korban az ohaguro a felnőttek szokása volt. A szengoku-korszakban azonban a katonai vezetők úgy készítették fel 8-10 éves lányaikat az érdekházasságra, hogy felnőtté válásuk jeleként befeketíttették fogaikat. Azokat a rokonokat és menyasszony őreit, akik szintén részt vettek a fogfeketítésben, kaneojának (鉄漿親) nevezték. A hagyomány szerint azok a katonai vezetők, akik a fejükön szereztek sérülést a csatában és nem akartak csúnyának tűnni, a nők és fiatal fiúk nó maszkjának mintájára női sminket viseltek és fogaikat feketére festették.
Az Edo-kor után már csak a császári család férfi tagjai és az arisztokraták gyakorolták a fogfeketítést. A procedúrával járó munka és szag miatt a nők közül ekkor már csak a férjezett nők, a 18 évnél idősebb férjezetlen nők, a prostituáltak és a gésák festették fogaikat feketére. A vidéki emberek csupán különleges ünnepek alkalmával, mint a macurik, esküvői szertartások és temetések alkalmával gyakorolták az ohagurot. A szokás emellett megjelent népmesékben is, mint például a Gon, a kis rókában.
1870. február 5-én a kormány betiltotta az ohaguro gyakorlását, ezzel a szokás fokozatosan kiveszett a köztudatból. A Meidzsi-kor végén volt egy átmeneti fellendülése, de az ezt követő Taisó-kor alatt szinte teljesen kihalt.
Jelenleg az ohaguro már csak színdarabokban, a gésanegyedekben, néhány macuri alkalmával és filmekben látható.

### Társadalmi szerep
Az Edo-kor alatt Japánba látogató nyugatiak többnyire úgy írták le az ohagurot, mint a japán nők eltorzítását megcélzó, visszataszító japán szokást. Rutherford Alcock brit diplomata azt a következtetést vonta le, hogy a fogfeketítés célja a nők tisztaságának megőrzése azáltal, hogy megelőzi a szándékosan „elcsúfított” nő házasságon kívüli afférokban való részvételét. 
Vatanabe Kjódzsi japán társadalomtudós nem ért egyet ezzel az elmélettel. Szerinte az ohaguro egy társadalmi rituálé, amelynek során mind a társadalom, mind maga a lány elismeri, hogy mostantól érett nőnek számít. Elméletét arra a tényre alapozza, hogy az ohaguro előtt a japán lányok viszonylagos társadalmi és szexuális szabadságban éltek, ez után azonban felveszik a feleség- és anyaléttel járó felelősséget.

### Színezékek
A színezés fő összetevője egy kanemizu (かねみず) nevű sötétbarna vas-acetát-oldat volt, amelyet vasreszelékek ecetben való feloldásával hoztak létre. A folyadékot gubacsokból vagy teaporból nyert növényi csersavakkal vegyítették, amelynek hatására az befeketedett és vízhatlanná vált. A keverék megakadályozta a fogak és a zománc szuvasodását. Naponta egyszer, vagy néhány naponta kellett felvinni a fogakra.
Alternatív, ám kevésbé elterjedt megoldásként finomra őrölt gubacspor, kénsav és kagylóhéj keverékét is felvitték a fogakra.
A színdarabokban tintával elkevert terpentint használtak, ám ma már fogászati viasszal keverik el a tintán.

### Babonák és városi legendák
- A Meidzsi-korban elterjedt egy szóbeszéd, amely szerint egy helyen egy szűz lány vérével összekent villanyoszlopot találtak. Az ezen a területen élő fiatal nők azért, hogy elkerüljék a hasonló sorsra jutást, a férjezett nőket utánozva feketére festették fogaikat, megrajzolták szemöldöküket és egyszerű kimonó viselésére tértek át.

## Ohaguromás területeken

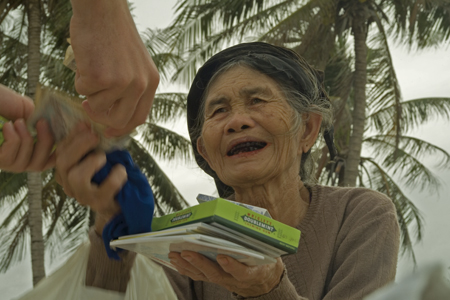
Egy vietnami nő fekete fogakkal

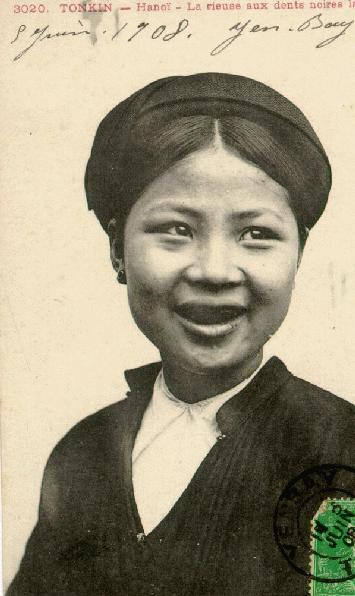
Egy tonkini nő feketére festett fogakkal

A befeketített fogaknak nagy történelmi hagyománya van Kínában is. A Hegyek és vizek könyvében (山海经, san-haj-csing) említés esik egy ún. „feketefogúak országáról” (黒歯国).[forrás?] Kínában a fogfeketítés 漆齿 vagy 染齿 néven volt ismert.[forrás?]
A fogfeketítés gyakorlata a mai napig tovább él Kína, a Csendes-óceáni szigetek valamint Délkelet-Ázsia több etnikai kisebbségének körében. Leggyakrabban idősebb nőkön látható, habár néhány fiatal nő is részt vesz a hagyomány ápolásában. Előfordul, hogy a fekete fogazat elérésére protézist használnak.
Vietnamban mind az etnikai többségben lévő kinh népcsoport, mind az etnikai kisebbségek körében elterjedt volt a fogfeketítés gyakorlata. A Vietnam északnyugati régióiban, valamint kisebb számban Laoszban is élő Si La népcsoport férfi tagjai vörösre, míg a nők feketére festik fogaikat. Ez a hagyomány azonban minden generációval egyre inkább feledésbe merült.
Thaiföld egyes népcsoportjainak körében, valamint Indiában is fellelhető a fogfeketítés gyakorlata.
Nyugat felé a szokás egészen Madagaszkárig terjedt.

## További információ
- Ohaguro (angol nyelvű)
- Ohaguro tools (japán nyelvű) Archiválva 2017. május 9-i dátummal a Wayback Machine-ben

## Fordítás
- Ez a szócikk részben vagy egészben  az   Ohaguro című angol Wikipédia-szócikk fordításán alapul.  Az eredeti cikk szerkesztőit annak laptörténete sorolja fel. Ez a jelzés csupán a megfogalmazás eredetét és a szerzői jogokat jelzi, nem szolgál a cikkben szereplő információk forrásmegjelöléseként.